# Coro (arquitectura)

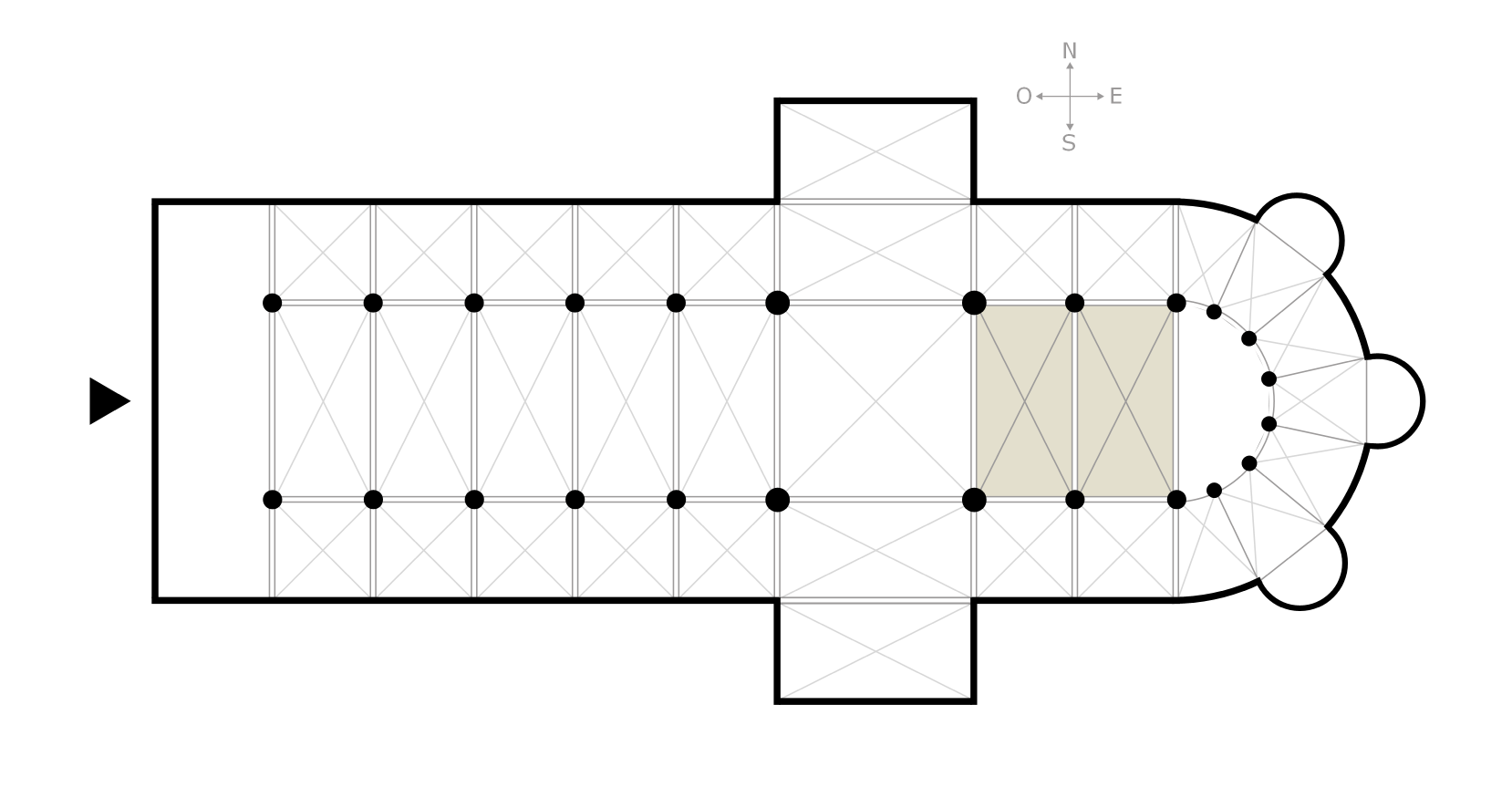
Coro, ubicado frecuentemente en la cabecera de una iglesia.

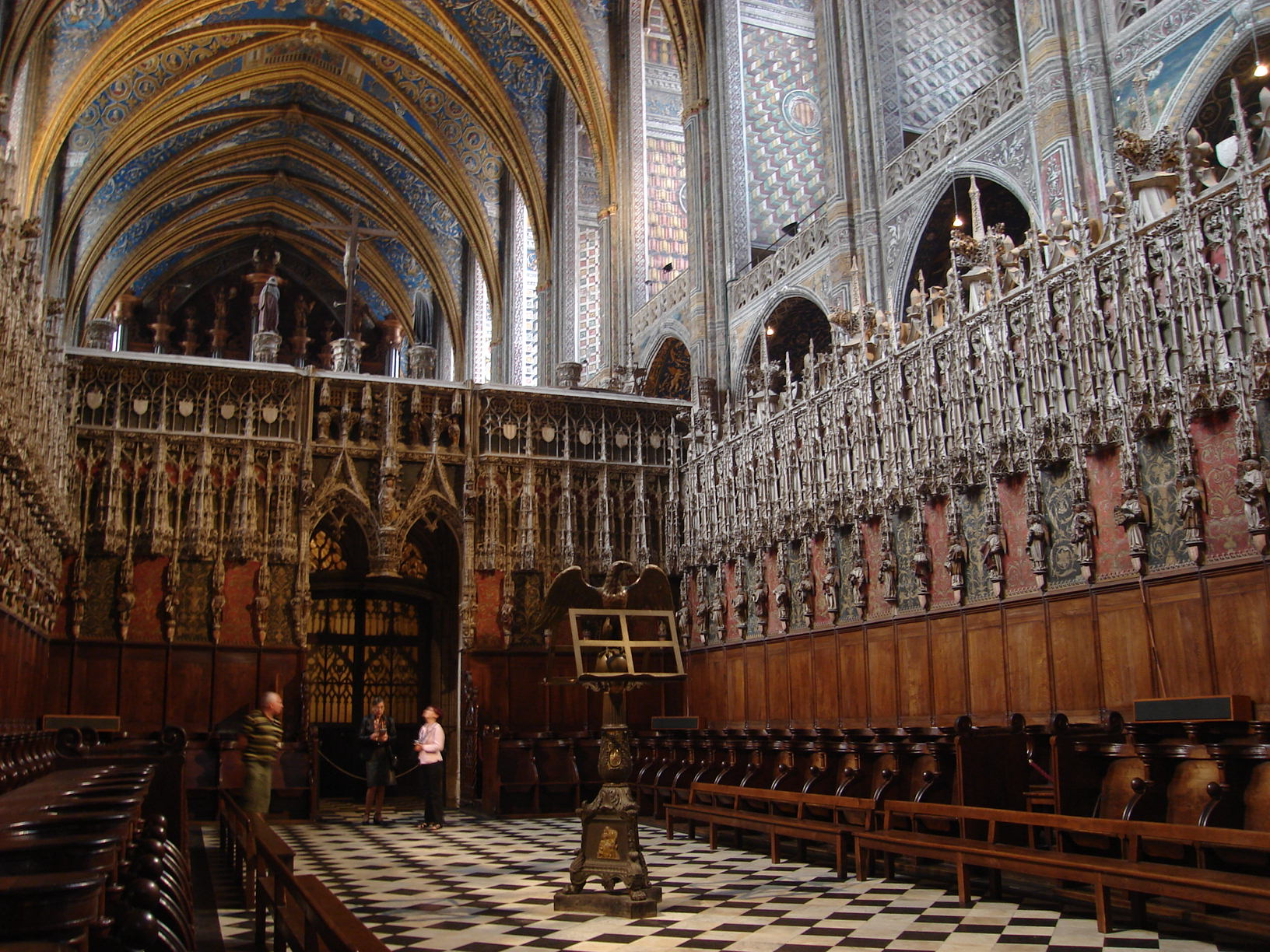
Coro de la catedral de Albi, ubicado en la nave central.

En arquitectura se denomina coro, palabra proveniente del griego χορός y del Latín chorus, a la parte de una iglesia reservada al clero. En las basílicas paleocristianas era el lugar reservado al clero menor a ella adscrito y sin acceso al presbiterio, los cuales cantan los oficios divinos.
Por extensión, también se aplica al espacio reservado a los cantores componentes de la schola cantorum o coral para cantar. Su ubicación cambió a lo largo del tiempo y el lugar pues, mientras al principio (en las basílicas paleocristianas) se situó en el presbiterio, más adelante se ubicó en la nave central o en los pies de la iglesia o en un lugar elevado.
La parte exterior del muro que lo rodea se designa por trascoro (no confundir con coro alto).

## Descripción
El coro, parte de la iglesia reservada al clero, a veces es llamado "coro litúrgico" o coro de cantores para distinguirlo del coro arquitectónico, que comprende la nave alrededor del coro litúrgico (colateral al coro). También puede incluir el santuario, donde tiene lugar el ceremonial litúrgico en torno al altar mayor, el lugar más importante de la iglesia.
El coro puede tener varios vanos y terminar en un ábside arqueado o poligonal, en una pared maciza si no hay girola o en una rotonda si la hay, o en una pared plana con una cabecera plana.
El cuerpo eclesiástico se divide en un coro alto, que comprende las dignidades jerárquicas, y un coro bajo, del bajo clero, los clérigos y los laicos, reunidos en torno a los componentes del coro, que solían ser profesionales (y a menudo, al menos en el caso de los cantores principales, tomaban órdenes menores, como la de lector, o mayores, como las de subdiácono, diácono o presbítero). En un colegio de canónigos, también podían beneficiarse de una semiprebenda canónica, o incluso de una prebenda, asignada a la sillería inferior del coro alto.

## Ubicación

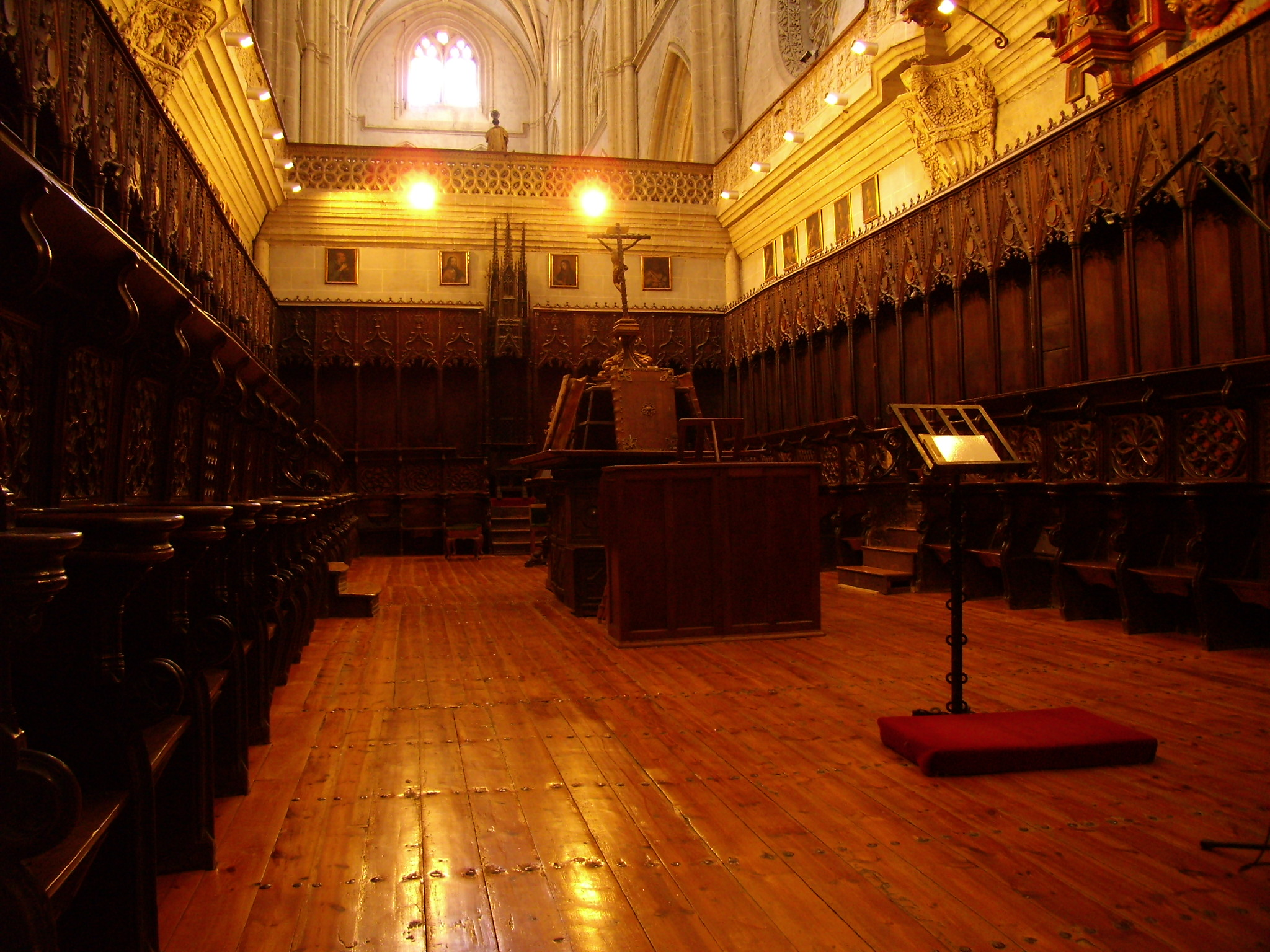
Coro de la catedral de Palencia, ejemplo de coro monástico dedicado.

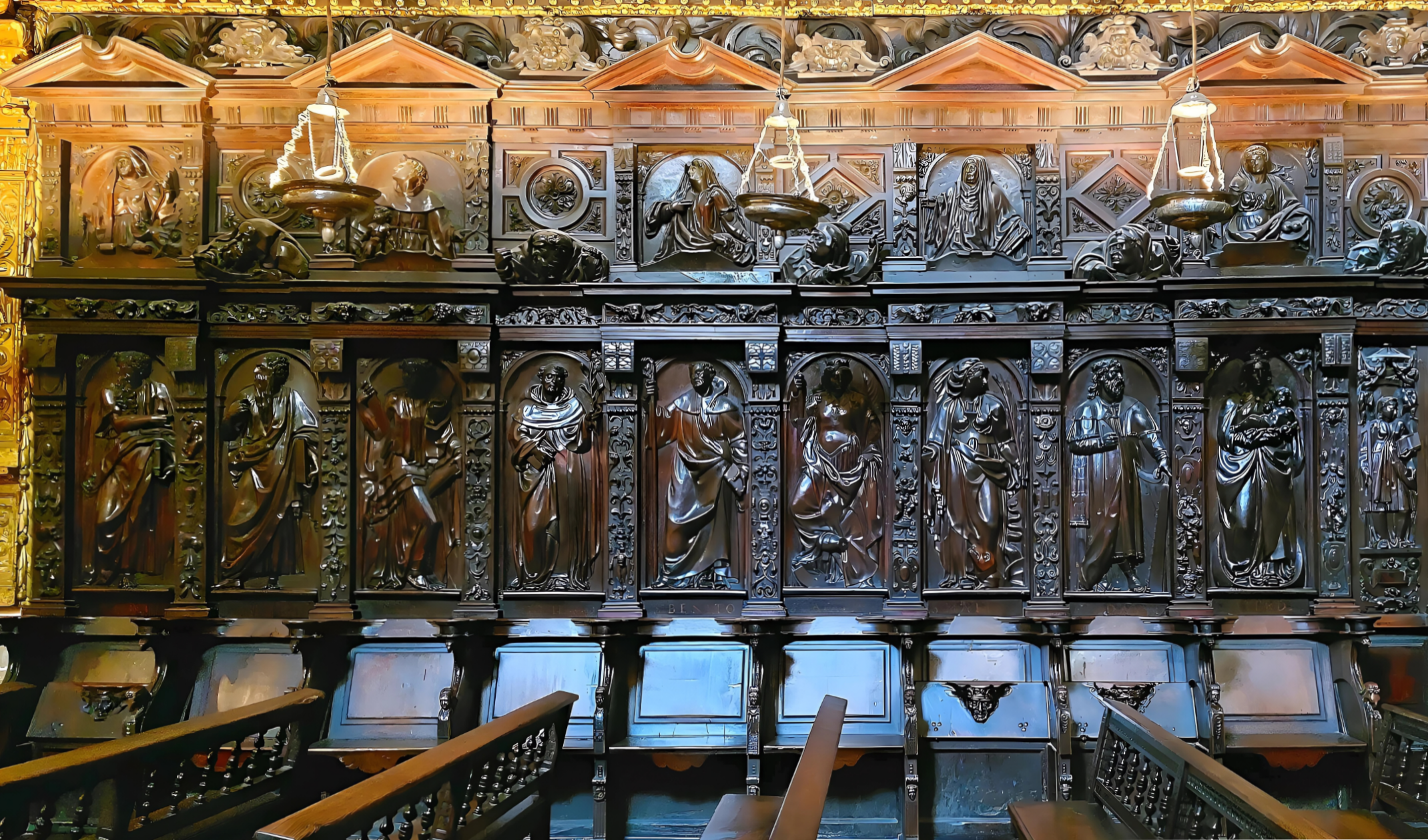
Coro de la Catedral de Orense.

En la mayor parte de las iglesias de Italia, el coro está colocado detrás del altar y entonces este se halla aproximado a la reunión del pueblo, el que se llama altar a la romana. El coro en Francia está situado ordinariamenle entre el altar y la nave, rodeado de una balaustrada o de una pared adornada a derecha e izquierda de dos filas de sillas, en las que se colocan los eclesiásticos y los cantores.
En los monasterios de monjas el coro es una sala unida al cuerpo de la Iglesia y de la que la separa una reja; allí es donde las religiosas cantan el oficio.
En la Catedral de Santiago de Compostela se colocó cerca del crucero, lo que tuvo influencia en las catedrales españolas posteriores y gran trascendencia en España, puesto que, al liberar espacio en el presbiterio, dio lugar al desarrollo de enormes retablos en el altar mayor. Esto procede de la tradición del Rito Hispano en el que el coro se situaba en este lugar y se mantuvo en muchos templos hispánicos a lo largo de la historia.

## Historia
En su origen koros significa una reunión formada en redondo, un circo; por esto designaba una multitud de bailarines que se llevaban de la mano y formaban un círculo. No se debe deducir de esto como han hecho algunos autores, que Chorus significa en las iglesias un espacio en el que se bailaba. En el libro 2 de Esdras, c. 12, f.31, 37, 39, KOROS significa evidentemente cantores y no bailarines.
Se pretende que el coro de las iglesias no ha sido separado de la nave hasta el reinado de Constantino. Esto únicamente significa, que no hay una prueba más antigua de esta separación. Entonces se le cercó de una balaustrada y de un velo o una cortina que no se corría hasta después de la consagración. En el siglo XII se cerró con una pared, pero como esta separación desfigura una Iglesia y quita el golpe de vista de la arquitectura, se ha introducido el uso de las balaustradas.
Desde las primitivas iglesias domésticas cristianas y en las catacumbas, ya existía un espacio reservado para los cantores. Bingham, Orig. celes., 1.8, c. 6, §. 7, ha probado con muchos monumentos antiguos que en los primeros siglos el coro de las iglesias estaba reservado únicamente al clero, que no se permitía a los legos acercarse al altar sino para hacer su ofrenda o recibir la comunión. Este círculo se llama con frecuencia adytum, lugar en que no se entra. Cuando se compara el plan de las antiguas basílicas con la descripción de las reuniones cristianas, hecha por San Juan en el Apocalipsis, c. 4 y 5, se ve que esta disciplina venía de los apóstoles; el emperador Juliano, aunque apóstata, la respetó. San Ambrosio no permitió al emperador Teodosio colocarse en el coro de la iglesia de Milán; la entrada en el santuario sobre todo estaba prohibida a las mujeres; los legos sin distinción debían estarse en la nave durante los santos misterios.
Pero después de que los bárbaros se hicieron dueños del occidente, introdujeron en la religión su carácter guerrero y entraron en las iglesias con las armas que no dejaban nunca; ocuparon el lugar del clero y no respetaron ninguna ley. Los poseedores de los más pequeños feudos siguieron el ejemplo de los príncipes y pretendieron el mismo privilegio; un asiento en el coro llegó a ser un derecho señorial.